# روث اسودبرگ
روث اسودبرگ (انگلیسی: Ruth Svedberg؛ ۱۴ آوریل ۱۹۰۳ – ۲۷ دسامبر ۲۰۰۲ (aged 99)) ورزشکار دو و میدانی اهل سوئد بود.
وی در مسابقات کشوری و بین‌المللی در مجموع برندهٔ ۲ مدال برنز شده‌است.